# Telmatherina opudi
Telmatherina opudi é uma espécie de peixe da família Telmatherinidae.
É endémica da Indonésia.